# Lex Pacca
Lex Pacca, lag till förhindrande av antika konstverks utförande från Italien (1819). Nära till denna lag anslöt sig lagen av 1902 om utförsel av minnesmärken och konstverk.